# Senat (Belgia)
Senat Belgii (niderl. Senaat, fr. le Sénat, niem. der Senat) – izba wyższa parlamentu federalnego Belgii. Składa się z 60 członków powoływanych na czteroletnią kadencję. Dodatkowo trzy osoby mają prawo zasiadania w nim z urzędu.
Senatorowie wyłaniani się trzema metodami: poprzez wybory bezpośrednie, wybory pośrednie oraz drogą kooptacji. W wyborach bezpośrednich wybieranych jest 40 senatorów. Wyborcy podzieleni są na dwa kolegia: niderlandzkojęzyczne (flamandzkie) i francuskojęzyczne (walońskie). Wyborcy zamieszkali w regionie stołecznym mogą wybrać, do którego kolegium chcą przynależeć. Pozostali są automatycznie przypisywani do kolegiów, zgodnie z przynależnością regionalną ich miejsca zamieszkania. Kolegium flamandzkie wybiera 25 senatorów, a kolegium walońskie piętnastu. Stosuje się przy tym ordynację proporcjonalną i metodę D’Hondta. Głosować mogą obywatele Belgii posiadający pełnię praw publicznych i ukończone 18 lat. Głosowanie jest obowiązkowe, a nieusprawiedliwiona absencja wyborcza podlega karze grzywny lub nawet skreślenia z rejestru wyborców.
Z wyborów pośrednich pochodzi 21 senatorów, których wybierają spośród swojego grona parlamenty trzech belgijskich wspólnot językowych. Dziesięć mandatów zajmują osoby wskazane przez Parlament Flamandzki, tyle samo miejsc obsadza Parlament Wspólnoty Francuskiej, a jedno miejsce zarezerwowano dla osoby wybranej przez Parlament Wspólnoty Niemieckojęzycznej.
61 tak wybranych senatorów dzieli się na dwie grupy według kryterium językowego (przedstawiciel Belgów niemieckojęzycznych nie jest tu uwzględniany) i wybierają 10 osób, które zostają dokooptowane do składu Senatu. Sześciu senatorów wskazuje grupa niderlandzkojęzyczna, a czterech francuskojęzyczna. Z urzędu miejsce w Senacie posiadają dzieci króla Belgów, o ile ukończyły już 18 lat. Kryterium to spełnia obecnie troje z czwórki potomków króla Filipa. Senatorowie z urzędu mają takie sama prawa jak senatorowie wybierani i kooptowani, jednak zwyczajowo nie biorą udziału w pracach izby, a w szczególności nie głosują w niej.
Bierne prawo wyborcze do Senatu posiadają obywatele Belgii w wieku co najmniej 21 lat, zamieszkujący na stałe na terytorium tego kraju. Kandydować nie mogą członkowie pozostałych belgijskich parlamentów wszystkich szczebli (z wyjątkiem członków parlamentów wspólnot językowych, jeśli zostaną wybrani przez te parlamenty) oraz członkowie rządu federalnego.